# Chuathbaluk
Chuathbaluk est une ville d'Alaska aux États-Unis située dans la région de recensement de Bethel, à proximité de la ville fantôme de Kwigiumpainukamiut.

## Histoire

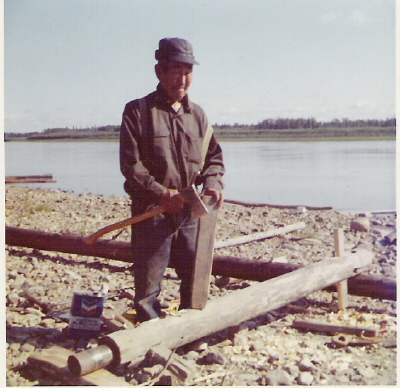
Crow Village Sam en 1970

Chuathbaluk était un endroit habité par les indiens Deg Hit'an, de langue athabascane, qui en avaient fait un camp d'été pour la pêche au milieu du XIXe siècle. Le village était connu sous le nom de Chubak. Il a été renommé en Chuathbaluk afin de ne pas être confondu avec celui d'une mission russe au Yukon. Ce nom, issu du mot Curapalek en langue Yup'ik, signifie les collines où poussent de grosses myrtilles.
L'église russe orthodoxe qui s'y trouve a été construite en 1894 par la mission russe Saint Serge. En 1900, la majeure partie de la population est décimée par une épidémie de grippe, ce qui fait qu'en 1929, le site est déserté. C'est en 1954 que Crow Village Sam et sa famille revient à la mission et est rejoint par des habitants d'Aniak et de Crooked Creek. L'église est reconstruite à la fin des années cinquante, et une école ouvre en 1960. Le village avait 119 habitants au recensement de 2007.

## Démographie
| 1970 | 1980 | 1990 | 2000 | 2010 | - |
| ---- | ---- | ---- | ---- | ---- | - |
| 94   | 105  | 97   | 119  | 118  | - |